# Володавський повіт (Російська імперія)
Володавський повіт (рос. дореф. Влодавскій уѣздъ, пол. Powiat włodawski) — історична адміністративно-територіальна одиниця Седлецької (1867—1912) і Холмської (1912—1918) губерній Російської імперії та Люблінського воєводства Другої Речі Посполитої. Утворений у 1867 році. Повітовий центр — місто Володава.

## Волості

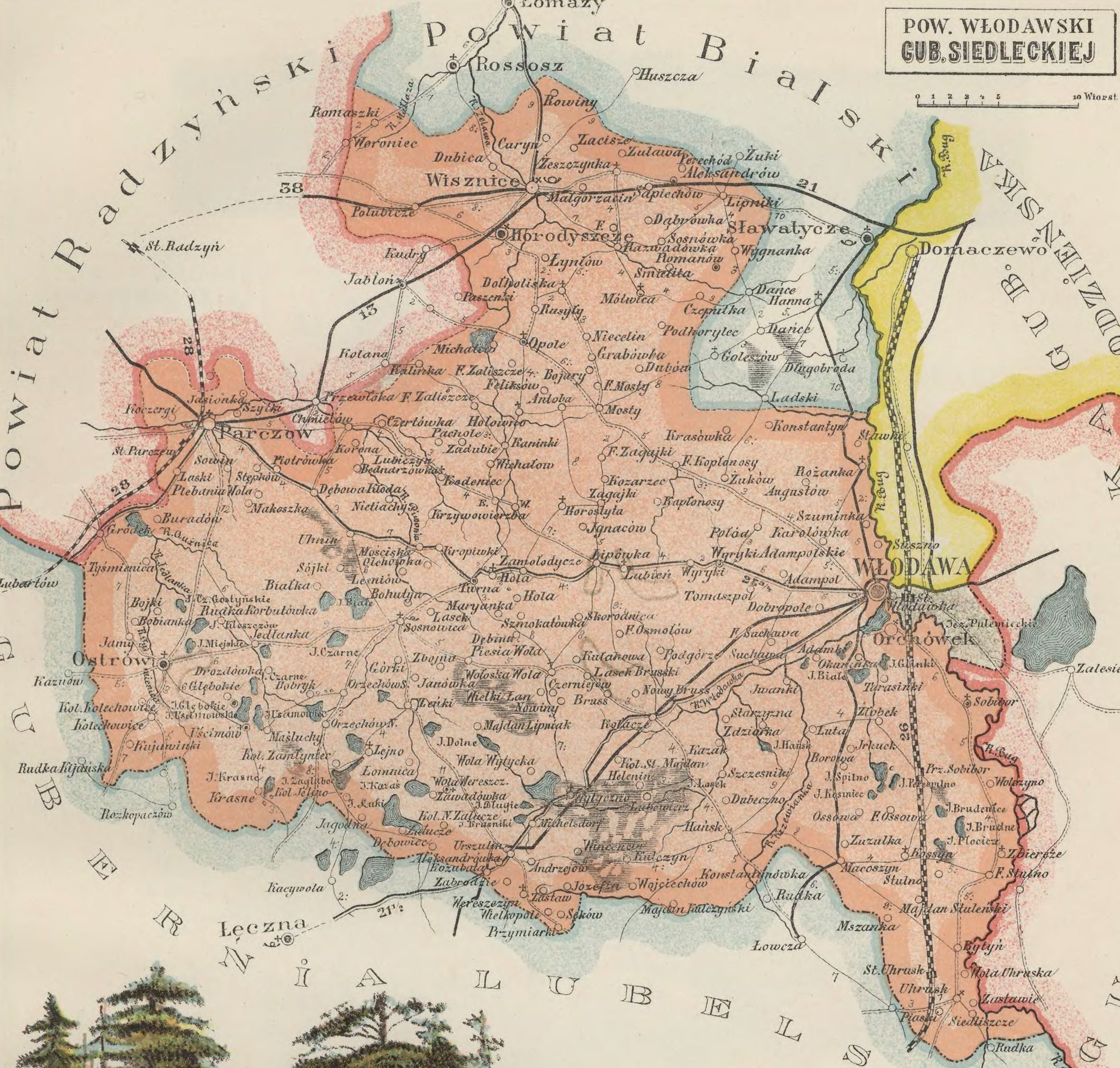
Володавський повіт, 1907

В 1911 р. повіт поділявся на 14 волостей:
- Володава — с. Шуминка,
- Воля-Верещинська — с. Воля-Верещинська,
- Вирики — с. Вирики,
- Ганськ — с. Ганськ,
- Городище — с. Вишниці,
- Дубова-Колода — с. Дубова-Колода,
- Кривоверба — с. Кривоверба,
- Опілля — с. Опілля,
- Острів — с. Острів,
- Романів — с. Соснівка,
- Собібор — с. Собібор,
- Турно — с. Замолодичі,
- Тисьмениця — с. Тисьмениця,
- Устимів — с. Устимів.

Ухвалою другої Думи від 9 травня 1912 (закон 23 червня 1912) населена українцями частина Володавського повіту передана з Седлецької губернії до новоутвореної Холмської: місто Володава і волості Острів, Устимів, Воля-Верещинська, Володава, Вирики, Ганськ, Городище, Кривоверба, Опілля, Романів, Собібор і Турно та села Боднарівка, Білка, Угнин і Хмелів волості Дубова-Колода, села Бабянка, Колеховичі і Тисьмениця волості Тисьмениця.

## Розташування
Повіт розташовувався на південному сході губернії. Межував на півдні з Холмським повітом, на заході — з Любартівським, на північному сході — з Більським повітом, на північному заході — з Радинським, а на сході — з Берестейським Гродненської губернії і Володимир-Волинським повітом Волинської губернії. Площа повіту становила 1900,1 версти.

## Населення
За даними етнографічної експедиції 1869—1870 років під керівництвом Павла Чубинського, у повіті проживало 38 894 українськомовних греко-католиків.
В 1890 р. в повіті нараховувалось 83 474 особи, з них 3 701 особа непостійного проживання, у містах — 13 726 осіб, у селах — 69748 осіб. За віровизнанням: 50 397 православних (до 1875 р. — греко-католики), 15 290 римокатоликів, 15 516 юдеїв, 2 694 протестанти.
За переписом населення Російської імперії 1897 року в повіті проживало 98 035 осіб (49 389 чоловіків і 48 646 жінок). Найбільші міста — Володава (6673 осіб) та Парчів (6660 осіб). Розподіл населення за мовою згідно з переписом 1897 року:
| Мова       | Осіб   | Відсоток |
| ---------- | ------ | -------- |
| українська | 54 653 | 55,75 %  |
| польська   | 21 017 | 21,44 %  |
| єврейська  | 15 601 | 15,91 %  |
| німецька   | 4 237  | 4,32 %   |
| російська  | 2 271  | 2,32 %   |
| інші       | 256    | 0,26 %   |
| Разом      | 98 035 | 100 %    |

У 1906/1907 роках у повіті налічувалося 43 576 православних і 44 175 римо-католиків.

## Інфраструктура
У 1906/1907 роках у повіті діяло 30 православних церков і 7 римо-католицьких костелів.